# Бегматова, Сакин Бегматовна
Сакин Бегматовна Бегматова (21 августа 1921 — 28 июня 1981) — советский государственный деятель, министр иностранных дел Киргизской ССР (1963—1980), заместитель председателя Совета Министров Киргизской ССР (1961—1980).

## Биография

### Детство и начало карьеры
Родилась в многодетной семье, в 5 лет осиротела. Окончила Фрунзенское педагогическое училище, во время учёбы работала диктором на радиостанции. Затем несколько лет занималась педагогической деятельностью. В 1941 году стала начальником отдела кадров Наркомата пищевой промышленности. В 1949 году стала заведовать женотделом Фрунзенского горкома КП(б) Киргизской ССР, а в 1959 году с отличием окончила Всесоюзный заочный финансово-экономический институт, после чего в 1961 году назначена заместителем председателя Совета министров родной республики.

### Дипломатическая деятельность
С начала 1960-х годов С. Бегматова очень много ездила по миру, показывая равноправное положение женщин в советских среднеазиатских республиках. Она посетила ГДР, Индию, Сирию и ряд других стран. Участвовала в открытии экспозиций Киргизской ССР на международных выставках — например, на ЭКСПО-67 в Монреале. Кроме того, участвовала в работе ООН — в 1964 году, а в 1969 году руководила советской делегацией в одном из комитетов на XXIV Сессии Генеральной Ассамблеи ООН.
Бегматова была депутатом Совета национальностей Верховного Совета СССР 6-го созыва (1962—1966) от Киргизской ССР.

### Гибель
Погибла в автокатастрофе 28 июня 1981 года. Похоронена на Ала-Арчинском кладбище.